# Der verdammte Hof
Der verdammte Hof (serbisch Проклета авлија / Prokleta avlija) ist eine Erzählung des jugoslawischen Literaturnobelpreisträgers Ivo Andrić, erschienen 1954 in Novi Sad im Verlag der Matica Srpska. Die deutsche Übersetzung stammt von Milo Dor und Reinhard Federmann und erschien 1957 bei Suhrkamp.

## Inhalt
Ein junger Mönch sitzt in seinem bosnischen Kloster und sieht auf das verschneite Grab des verstorbenen Bruders Petar hinaus. Er erinnert sich an dessen Erzählungen aus früheren Zeiten.
Bruder Petar reiste vor vielen Jahren im Auftrag des Klosters nach Istanbul und wurde dort als vermeintlicher Spion unschuldig verhaftet. Er kam in das Untersuchungsgefängnis, eine ganze kleine Stadt, bevölkert von Häftlingen und Wächtern, die nur der Verdammte Hof genannt wurde. Hier lebten Kriminelle und politische Gefangene, Schuldige und fälschlich Beschuldigte, Schwachsinnige und Verlorene oder ganz einfach irrtümlich Verhaftete, Menschen aus Istanbul und aus dem ganzen Land. Das Gefängnis war so angelegt, dass man an keiner Stelle die Stadt oder den Hafen sehen konnte und die Insassen das Gefühl hatten, sich auf irgendeiner Teufelsinsel zu befinden. Besonders wenn der Südwind wehte, ging der Wahnsinn um wie eine Seuche.
Bruder Petar schilderte gerne, mit welchen Menschen er damals in der Zeit des untätigen Wartens zusammengetroffen war. Da gab es den Falschmünzer Zaim, der von unwahrscheinlich vielen Frauengeschichten berichtete, einem reizvollen Leben also, das in krassem Gegensatz zu seiner hoffnungslosen Lage im Gefängnis stand. Dann gab es zwei schweigsame Bulgaren, die als politische Geiseln wegen einer antitürkischen Revolte festgehalten wurden, deren Nähe Petar eben wegen ihrer Stille und, im Gegensatz zu den Kriminellen, wegen ihrer angenehmen Art suchte. Der Jude Chaim aus Smyrna wiederum war von fast krankhaftem Misstrauen und Verfolgungswahn; er beobachtete und erkundete alle Vorgänge um ihn herum mit großer Präzision und schilderte sie dann Bruder Petar so, als ob er selbst dabei gewesen wäre. Auf diese Art und Weise erfuhr Petar auch die Geschichte von Djamil Efendi, einem jungen Mann, der sich in der Nähe Petars niedergelassen hatte und diesem aufgrund seiner vielen Bücher angenehm aufgefallen war. Djamil erhielt nach kurzer Zeit eine eigene Zelle, da es sich bei ihm um einen vornehmen Gefangenen handelte. Er war der Sohn eines Türkischen Pascha und einer Griechin aus Smyrna, der sich wegen einer unglücklichen Liebe immer mehr in seine Studien und Bücher zurückgezogen hatte. Dort stieß er auf die Geschichte Dschems, des Bruders des Sultans Bajezid, der im Kampf um den Thron unterlegen war und Asyl bei den Johannitern auf Rhodos gesucht hatte. Dort hielt man ihn wie einen Gefangenen, und er wurde zum Spielball der Großmachtinteressen zwischen dem Osmanischen Reich und dem Westen. Er starb im Exil. Weil Djamil das Schicksal dieses Herausforderers des amtierenden Sultans mit solcher Hingabe studierte, gelangte die Kunde davon an den Statthalter von Smyrna, der ihn verhaften ließ. In einem Klima des ständigen Misstrauens argwöhnte man, Djamil studiere diesen historischen Fall im Auftrag irgendeines Konspirativen, der den regierenden Sultan stürzen wolle. Doch bald stellt sich heraus, dass Djamil sich mit dem unglücklichen Dschem derart identifizierte, dass er sich selbst für Dschem hielt. Bei einem nächtlichen Verhör im Verdammten Hof griff Djamil seine Wächter an und verschwand daraufhin – niemand wusste wohin. Entweder war er tot oder man hatte ihn ins Irrenhaus gebracht. Und dann war da noch der Gefängnisdirektor Latif Aga, der von allen Karadjos (nach der grotesken Figur des türkischen Schattenspiels) genannt wurde. Er verkehrte in jungen Jahren mit Vorliebe im Milieu der Kriminellen, bis er dort herausgerissen wurde, aber als Polizist, nun auf der anderen Seite, seiner bevorzugten Umgebung treu blieb. Da er die Mentalität und Denkweise dieser Leute so gut kannte, wurde er zu einem ausgezeichneten Polizisten und schließlich zum Direktor des verdammten Hofes. Dort herrschte er mit seltsamen und unorthodoxen Methoden, war von allen gefürchtet, trieb mit den Gefangenen sein Spiel und entlockte ihnen stets ein Geständnis. Es konnte aber auch geschehen, dass er einen Unglücklichen überraschend freiließ. Karadjos lebte für den verdammten Hof, und niemand konnte sich vorstellen, dass er nicht dort Direktor wäre.
Nachdem Djamil, der Freund Petars, mit dem er täglich seine vertrauten Gespräche geführt hatte, verschwunden war, vereinsamte Petar zusehends. Bald transportierte man ihn nach Akra in die Verbannung ab, wo er noch acht Monate verbringen musste, ehe es gelang, ihn freizubekommen. Wieder in Bosnien, arbeitete Bruder Petar mit Vorliebe als Uhrmacher, Waffenmeister und Mechaniker, und erzählte den jüngeren Brüdern, oft unzusammenhängend und sprunghaft, von seinen einstigen Erlebnissen, besonders von seinem Freund Djamil. Nun, viele Jahre später, liegt er unter der Erde und die Klosterbrüder zählen seinen Nachlass an Werkzeugen.

## Über das Buch
Der verdammte Hof ist eine der umfangreichsten Erzählungen Ivo Andrićs. Sie ist insofern typisch für ihn, als die Handlung historisch präzise in der bosnischen Vergangenheit spielt, das Motiv der menschlichen Verlorenheit hingegen ist zeitlos. Kunstvoll verwendet Andrić die Technik der Rahmenerzählung und den Wechsel von Ich- und Er-Erzähler, um sich mehrfach von dem Geschehen zu distanzieren. Je nach thematischer Ebene und dem Standpunkt des Erzählers wechselt er die Tonart. Im Zentrum steht die Erzählung von Dschem, um die sich in drei konzentrischen Kreisen die Rahmenhandlungen legen. Die Sprache Andrićs ist, wie immer, traditionell, ja konservativ. Hinter der realistischen Schilderung des Gefängnishofes und dessen bunten Treiben, wo jeder in kafkaeskem Sinn als Schuldiger gilt, steht metaphorisch das Bild einer universellen Gefährdung des Menschen durch den Menschen. Hierin spricht sich das humanistische Ethos des Autors sehr deutlich aus. Der Leser kann auch mühelos eine Parallele zwischen der geschilderten historischen Vergangenheit und der Entstehungszeit der Erzählung, der Zeit des Kalten Krieges, ziehen.
Die bisher einzige deutsche Übersetzung stammt von Milo Dor und Reinhard Federmann. Sie wurde von Andrić, der sehr gut deutsch sprach, autorisiert. In einem von Andrić deutsch verfassten, mit Schreibmaschine geschriebenen und mit handschriftlichen Vermerken versehenen Briefwechsel erläuterte der Autor den Übersetzern einige schwer verständliche Turzismen des Originals. Wie Ivan Ivanji, der damalige Sekretär Andrićs erklärte, beließ Andrić stets seine handschriftlichen Ergänzungen, damit auf diese Weise wenigstens etwas Persönliches in den Schreiben erhalten blieb.

## Ausgaben
- Ivo Andrić: Prokleta avlija. Novi Sad 1954.
- Ivo Andrić: Der verdammte Hof. Übersetzung von Milo Dor und Reinhard Federmann. Suhrkamp, Frankfurt am Main 1957 (Neuauflage mit neuem Nachwort 2002, ISBN 3-518-22349-6).
- Ivo Andrić: Der verdammte Hof. Übersetzung von Milo Dor und Reinhard Federmann. Aufbau-Verlag Berlin und Weimar 1975.

## Verfilmungen
- Prokleta avlija. TV-Film, 73 Minuten, Jugoslawien 1984. Regie: Milenko Maricic. Darsteller: Petar Kralj, Dubravko Jovanovic, Zoran Radmilovic u. a.